# Agua Blanca, San Pedro Quiatoni
Agua Blanca är en ort i Mexiko.   Den ligger i kommunen San Pedro Quiatoni och delstaten Oaxaca, i den sydöstra delen av landet, 400 km sydost om huvudstaden Mexico City. Agua Blanca ligger 1 017 meter över havet och antalet invånare är 131.
Terrängen runt Agua Blanca är lite bergig, och sluttar österut. Runt Agua Blanca är det mycket glesbefolkat, med 3 invånare per kvadratkilometer. Närmaste större samhälle är San Pedro Quiatoni, 9,1 km väster om Agua Blanca. I omgivningarna runt Agua Blanca växer huvudsakligen savannskog.